# Байройтский университет
Байройтский университет (нем. Universität Bayreuth) — немецкий университет, расположенный в городе Байройт, Германия (ФРГ).
Университет входит в топ-40 самых лучших молодых университетов мира по версии Times Higher Education.

## История
В средние века, особые «рыцарские академии», впервые возникшие в Неаполе и перешедшие оттуда во Францию и Англию, существовали для воспитание благородного юношества в звании пажа или щитоносца какому-нибудь знаменитому рыцарю, где обучали их верховой езде и всем видам фехтования. А в начале XVII столетия они возникли и в Германских государствах и Дании, в которых, кроме верховой езды и гимнастики, преподавались начала математики, черчение, фортификация и артиллерия, а Христиан-Эрнст, маркграф бранденбург-байрейтский (1644 — 1712 годах), двоюродный брат «великого курфюрста», основал «рыцарскую академию» в столице своего княжества, которая впоследствии была преобразована в университет.
В другом источнике указано что университет основан в 1975 году. В нём обучается 9 880 студентов и работают 194 профессора (2011 год). Университет известен своими программами межнациональных студий. Сотрудничает с 450 научными учреждениями мира.

## Структура
Университет имеет 6 факультетов:
- Математика, физика, информатика / Fakultät für Mathematik, Physik und Informatik (MPI)
- Биология, химия, геонауки / Fakultät für Biologie, Chemie und Geowissenschaften (BCG)
- Право, экономика / Rechts- und Wirtschaftswissenschaftliche Fakultät (RW)
- Языковедение, литературоведение / Sprach- und Literaturwissenschaftliche Fakultät (SpLit)
- Культурология / Kulturwissenschaftliche Fakultät (KuWi)
- Прикладные естественные науки / Fakultät für Angewandte Naturwissenschaften (FAN)

Научные учреждения:
- Баварский геологический институт / Bayerisches Geoinstitut (BGI)
- Байройтский центр изучения коллоидов и пограничных разделов / Bayreuther Zentrum für Kolloide und Grenzflächen (BZKG)
- Байройтский институт макромолекулярных исследований / Bayreuther Institut für Makromolekülforschung (BIMF)
- Исследовательский центр изучения биомакромолекул / Forschungszentrum für Bio-Makromoleküle (bio-mac)
- Байройтский центр молекулярной биологии / Bayreuther Zentrum für Molekulare Biowissenschaften (BZMB)
- Байройтский центр экологии и изучения окружающей среды / Bayreuther Zentrum für Ökologie und Umweltforschung (BayCEER)
- Байройтскийй центр материаловедения / Bayreuther Materialzentrum (BayMAT)[3]
- Институт африканистики / Institut für Afrikastudien (IAS)
- Форум современного африканского искусства / IWALEWA-Haus: Forum für afrikanische Gegenwartskunst
- Исследовательский институт музыкально-театрального искусства / Forschungsinstitut für Musiktheater (FIMT)
- Байройтский институт европейского права и правовой культуры / Bayreuther Institut für Europäisches Recht und Rechtskultur
- Байройтский институт американистики / Bayreuth Institute for American Studies (BIAS) (im Aufbau)
- Центр школьных изысканий и педагогического образования / Zentrum für Schulforschung und Lehrerbildung (ZSL)
- Центр поддержки преподавания математики и естественных наук / Zentrum zur Förderung des mathematisch-naturwissenschaftlichen Unterrichts (Z-MNU)

Другие учреждения университета:
- Библиотека университета / Bayreuth University Library
- Центр языков / Language Centre
- Компьютерный центр / IT Service Centre
- Центр технической поддержки / Technical Support Centre
- Эколого-ботанический сад университета / Ökologisch-Botanischer Garten der Universität Bayreuth